# Abantidas
Abantidas (en grec ancien Ἀϐαντίδας / Abantídas) est un tyran de la cité grecque de Sicyone qui vécut au IIIe siècle av. J.-C.
Fils de Paséas, il s'empare du pouvoir en 264 av. J.-C. : à la mort de Timocleidas, l'un des deux magistrats de la cité, il fait assassiner Clinias, second magistrat et père d'Aratos de Sicyone, âgé alors de sept ans. Abantidas élimine par l'assassinat ou l'exil les partisans de ces derniers ; Aratos est sauvé par la propre sœur d'Abantidas qui l'aide à fuir la cité. 
Abantidas est lui-même assassiné en 252 ou au début de 251, alors qu'il débat avec les philosophes Deinias d'Argos (en) et Aristote le dialecticien (en) sur l'agora, comme il aimait le faire. Les deux philosophes avaient profité de cette habitude pour organiser un complot contre le tyran.
Son père Paséas lui succède.

## Sources
- Pausanias, Description de la Grèce [détail des éditions] [lire en ligne] (II, 8, 2) ;
- Plutarque, Vies parallèles [détail des éditions] [lire en ligne] (Aratos, II, 3).